# Erlöserkirche (Gerolstein)

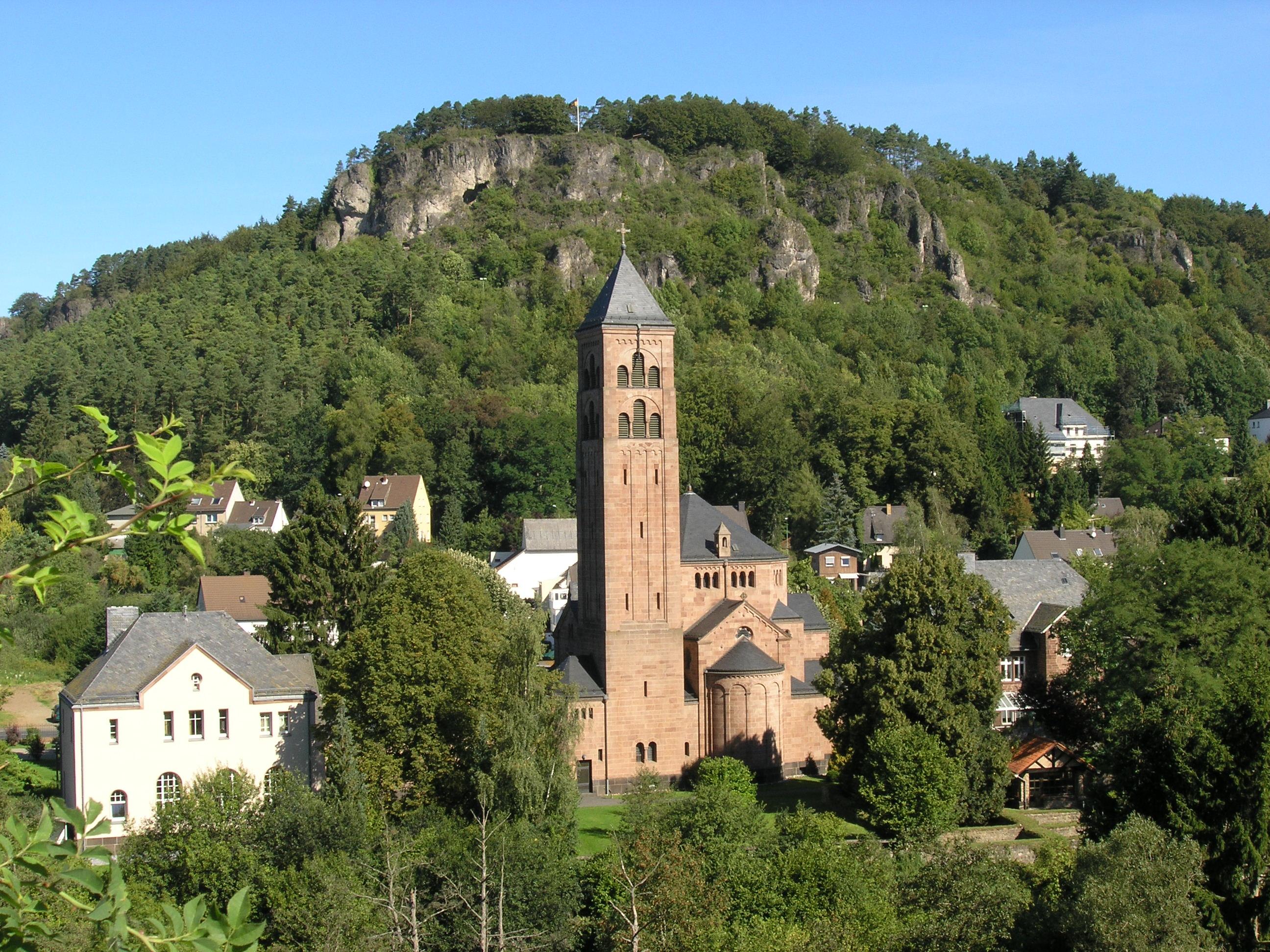
Erlöserkirche in Gerolstein; im Hintergrund die Munterley

Die evangelische Erlöserkirche (ⓘ) im Gerolsteiner Ortsteil Sarresdorf wurde zwischen 1907 und 1913 von dem Berliner Architekten Franz Schwechten im neoromanischen Stil erbaut. Sie gilt als seltenes kunsthistorisches Dokument der ausgehenden deutschen Kaiserzeit.

## Baugeschichte
Am 25. Mai 1911 erfolgte die Grundsteinlegung der evangelischen Erlöserkirche. Der Kirchenneubau wurde vom Evangelischen Kirchenbauverein (Berlin) finanziert, der sie dem deutschen Kaiser Wilhelm II. dann schenkte. Ein weiterer nicht unwesentlicher Teil der Gelder stammte aus dem Privatvermögen des Kaisers selbst. Der Architekt der Kirche, Franz Schwechten, hatte zuvor auch die Kaiser-Wilhelm-Gedächtniskirche in Berlin entworfen.
Zur Einweihung der Kirche am 15. Oktober 1913 war Wilhelm II. persönlich anwesend.
Bis 1945 gehörte die Erlöserkirche dem Haus Hohenzollern; die evangelische Gemeinde Gerolsteins genoss in ihr aber Gastrecht. Nach dem Krieg wurde das Gotteshaus der Evangelischen Kirche im Rheinland geschenkt.

## Ausstattung

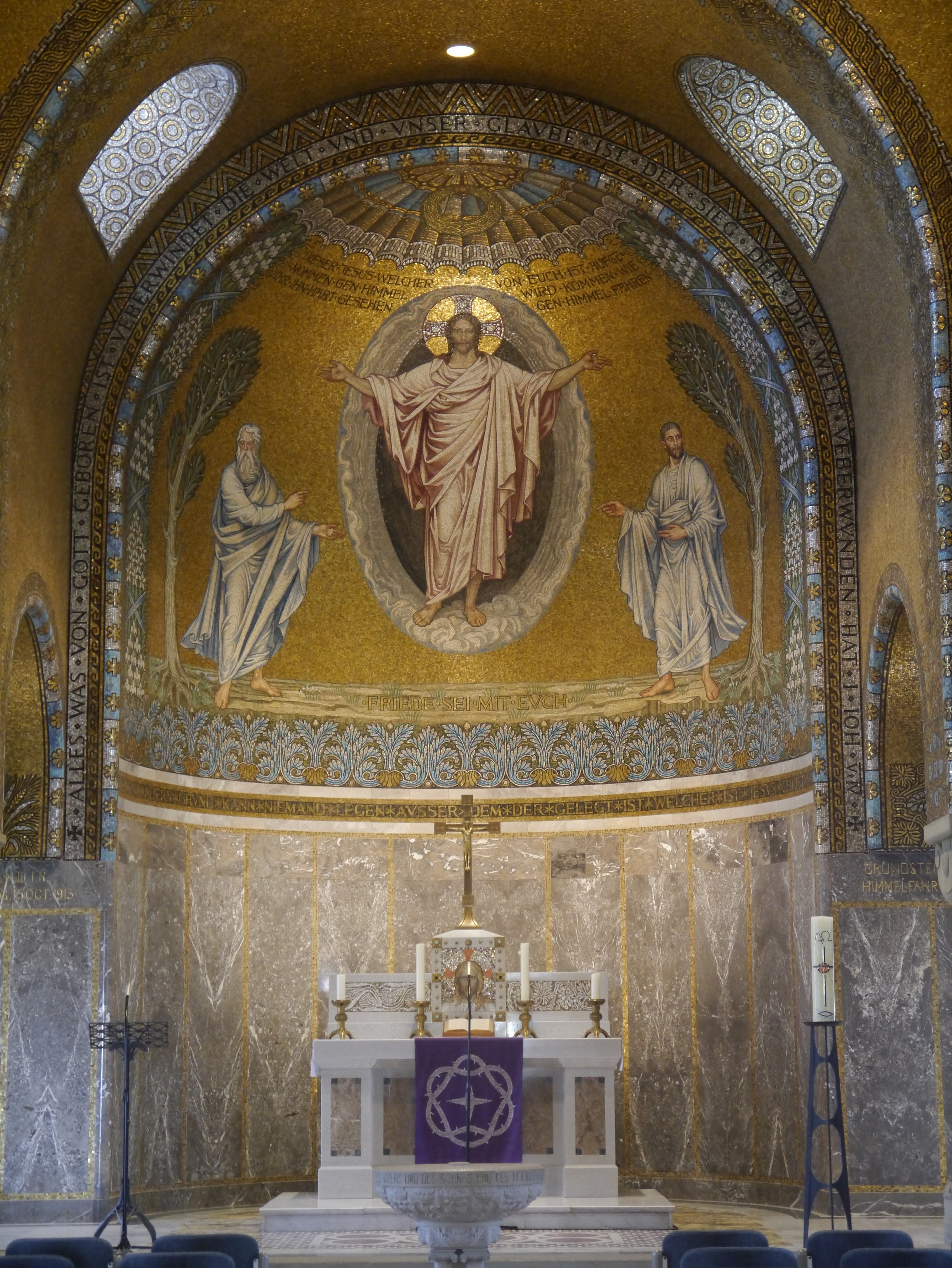
Chor und Altar

Von außen ist der 30 m lange und 18 m breite Bau mit Rotsandsteinquadern verkleidet. Über dem Portal befindet sich ein Fenster mit dem Jerusalemer Kreuz und den Jahreszahlen 1913 und 1954, die sowohl die Einweihung der Erlöserkirche, als auch die Fertigstellung der Restaurierungen nach dem Zweiten Weltkrieg dokumentieren sollen.
Innen ist die Kirche ist mit großflächigen Goldmosaiken, Rundbögen und einer dominierenden Kuppel aufwändig ausgestattet, was eine Besonderheit für eine Kirche in der Diaspora darstellt. Die Mosaikausstattung stammt von dem hannoverschen Kirchenmaler Hermann Schaper und dem Oldenburger Friedrich Schwarting (1883–1918). Die Ausmalung der Kirche war dem Godesberger Dekorationsmaler Ludwig Ziercke übertragen worden, der aus Pommern stammte. Die Goldmosaiken wurden ausgeführt durch die Berliner Firma Puhl & Wagner. Sämtliche Glasfenster schufen Rudolf und Otto Linnemann aus Frankfurt am Main mit teils heraldischer und teils ornamentaler Malerei.
Der in der Mitte der Kuppel befindliche Kronleuchter ist in seiner Form dem Reichsapfel nachempfunden. In den Zwickelfeldern der Pendentifs befinden sich in reich verzierten Gewändern zweiflügelige Engel auf Wolken. In ihren Händen halten sie als „Wächter des Himmels“ jeweils einen Kreuzstab sowie eine Weltkugel. Im Chorraum ist der segnende Jesus mit Bart und Wundmalen an Händen und Füßen zu sehen. Vor dem Marmoraltar mit einem mosaizierten Brustbild Christi befindet sich unterhalb der Stufen zum Chorbereich das Taufbecken mit der Inschrift Gehet hin und lehret alle Völker und taufet sie auf den Namen des Vaters und des Sohnes und des Heiligen Geistes.
Weitere Darstellungen sind u. a. die Gebäude der Ölbergstiftung in Jerusalem, die Bauten der Auguste-Viktoria-Pfingsthaus-Stiftung in Potsdam, die Kuppelkirche mit der Unterschrift „Bethlehem“, zwei Inschriften anlässlich der Grundsteinlegung am Himmelfahrtstag 1911 (25. Mai) sowie die Einweihung durch Wilhelm II. am 15. Oktober 1913.